# Дивуния
Дивуния (греч. Διβούνια от δι- — «дважды» и βουνό — «гора»), также Унианисия (Ουνιανήσια) — два маленьких необитаемых острова в Греции, в восточной части Критского моря, известной как Карпатское море, в архипелаге Додеканес. Расположены к югу от острова Астипалея и к северо-западу от островов Касос и Карпатос. Административно относятся к общине Касос в периферийной единице Карпатос в периферии Южные Эгейские острова.
Вместе с соседними островами (Авгониси, Хамилонисион, Стакида, Зафора (Софрана): Мегало-Софрано, Сохас, Микро-Софрано) объявлены особой охранной зоной для чеглока Элеоноры (Falco eleonorae). Входят в экологическую сеть «Натура 2000».